# كريس توماس (لاعب كريكت)
كريس توماس (26 مايو 1959 - )  (بالإنجليزية: Chris Thomas)‏ هو لاعب كريكت بريطاني.